# Escola dos Mestres da Sé
A chamada escola dos mestres da Sé, comumente referida como mestres da Sé, foi um grupo de artistas sacros formado a partir do século XVI, reunido em torno da Sé Catedral de Angra do Heroísmo, na ilha Terceira, nos Açores.

## História
As relações comerciais de Portugal com a Flandres, nomeadamente através da feitoria em Antuérpia, nos séculos XV e XVI, envolvem a primeira leva de povoadores dos Açores, entre os quais destaca-se o nome do primeiro capitão do donatário da Terceira, Jácome de Bruges.
O intenso contato, por força dos tributos arrecadados pela Coroa Portuguesa, assim como pela sua obrigação em prover de alfaias os templos, trouxe para o arquipélago dos Açores uma vasta coleção de obras de arte sacra, especialmente imaginária, e que veio a influenciar em grande medida a produção dos artistas locais, período em que começou a se afirmar uma escola de santeiros açorianos que, ao longo dos séculos viriam a absorver outras influências, nomeadamente a Castelhana quando do período de ocupação da chamada Dinastia Filipina, que na Terceira se estendeu entre 1583 a 1642. É possível identificar desse modo, um conjunto de artesãos denominados genéricamente como mestres da Sé, responsável pela produção de grande número de imagens, usualmente em madeira de cedro posteriormente decoradas com aplicação de folhas de ouro e policromadas. Esse grupo conheceu o seu auge produtivo entre os séculos XVII e XVIII.

## Lista dos Mestres da Sé
- Bastião Roiz (Sebastião Rodrigues) – Escultor de imagens santos em cedro-do-mato, século XVI, de que se conhecem alguns exemplares de grande qualidade, entre os quais uma imagem de Cristo e uma de São Bartolomeu. Existem trabalhos seus na igreja de Santa Bárbara.